# Athletissima
Athletissima je atletický mítink konaný každoročně v Lausanne ve Švýcarsku. Poprvé se konal v roce 1977. Dříve byl součástí série IAAF Super Grand Prix, od roku 2010 je jedním z mítinků Diamantové ligy. Obvyklým termínem je začátek července.

## Rekordy mítinku

### Muži
| Disciplína                   | Výkon                     | Atlet              | Rok rekordu |
| ---------------------------- | ------------------------- | ------------------ | ----------- |
| Běh na 100 metrů             | 9,69 (-0.1 m/s) Rekord DL | Yohan Blake        | 2012        |
| Běh na 200 metrů             | 19,50 (-0,1 m/s)          | Noah Lyles         | 2019        |
| Běh na 400 metrů             | 43,62                     | Wayde van Niekerk  | 2017        |
| Běh na 800 metrů             | 1:41,11 Rekord DL         | Emmanuel Wanyonyi  | 2024        |
| Běh na 1000 metrů            | 2:13,49 Rekord DL         | Ayanleh Souleiman  | 2016        |
| Běh na 1500 metrů            | 3:27,83                   | Jakob Ingebrigtsen | 2024        |
| Běh na 3000 metrů            | 7:30.62                   | Daniel Komen       | 1999        |
| Běh na 5000 metrů            | 12:40.45                  | Berihu Aregawi     | 2023        |
| Běh na 110 metrů překážek    | 12,88 (+1.1 m/s)          | Liou Siang         | 2006        |
| Běh na 400 metrů překážek    | 47,14                     | Edwin Moses        | 1981        |
| Běh na 3000 metrů překážek   | 8:01,62                   | Brimin Kipruto     | 2010        |
| Skok do výšky                | 241 cm                    | Bohdan Bondarenko  | 2013        |
| Skok o tyči                  | 615 cm                    | Armand Duplantis   | 2024        |
| Skok daleký                  | 856 cm                    | Iván Pedroso       | 1995        |
| Trojskok                     | 18,06 m                   | Christian Taylor   | 2015        |
| Vrh koulí                    | 22,81 m                   | Ryan Crouser       | 2021        |
| Hod diskem                   | 70,53 m                   | Virgilijus Alekna  | 2005        |
| Hod oštěpem (nový typ)       | 90,61 m                   | Anderson Peters    | 2024        |
| Zdroj na IAFF Diamond League |                           |                    |             |

### Ženy
| Disciplína                   | Výkon                        | Atletka                                                                | Rok rekordu |
| ---------------------------- | ---------------------------- | ---------------------------------------------------------------------- | ----------- |
| Běh na 100 metrů             | 10,60 (+1,7 m/s)             | Shelly-Ann Fraserová-Pryceová                                          | 2021        |
| Běh na 200 metrů             | 22,07                        | Merlene Otteyová                                                       | 1995        |
| Běh na 400 metrů             | 49,17                        | Salvá Ajd Násirová                                                     | 2019        |
| Běh na 800 metrů             | 1:56,25                      | Maria Mutolaová                                                        | 2002        |
| Běh na 1500 metrů            | 3:57,34                      | Shelby Houlihanová                                                     | 2018        |
| Běh na 1 míli                | 4:16,05                      | Genzebe Dibabaová                                                      | 2017        |
| Běh na 3000 metrů            | 8:21,50                      | Diribe Weltejiová                                                      | 2024        |
| Běh na 100 metrů překážek    | 12,34 (-0.9 m/s)             | Jasmine Camacho-Quinnová                                               | 2022        |
| Běh na 400 metrů překážek    | 52,25                        | Femke Bolová                                                           | 2024        |
| Běh na 3000 metrů překážek   | 9:05,98                      | Beatrice Chepkoechová                                                  | 2023        |
| Skok do výšky                | 206 cm                       | Marija Lasickeneová                                                    | 2017        |
| Skok o tyči                  | 493 cm                       | Jelena Isinbajevová                                                    | 2005        |
| Skok daleký                  | 748 cm (+0.4 m/s)            | Heike Drechslerová                                                     | 1992        |
| Trojskok                     | 15,52 m (+0.6 m/s) Rekord DL | Yulimar Rojasová                                                       | 2021        |
| Vrh koulí                    | 20,95 m                      | Valerie Adamsová                                                       | 2012        |
| Hod diskem                   | 68,96 m                      | Sandra Perkovićová                                                     | 2013        |
| Hod oštěpem                  | 68,43 m                      | Sara Kolaková                                                          | 2017        |
| Běh na 4 × 100 metrů         | 38,43                        | Dina Asherová-Smithová Desiree Henryová Bianca Williamsová Amy Huntová | 2024        |
| Zdroj na IAFF Diamond League |                              |                                                                        |             |

## Ročníky
- Athletissima 2010
- Athletissima 2011
- Athletissima 2012
- Athletissima 2013
- Athletissima 2014
- Athletissima 2015
- Athletissima 2016
- Athletissima 2017
- Athletissima 2018
- Athletissima 2019
- Athletissima 2020
- Athletissima 2021
- Athletissima 2022
- Athletissima 2023